# Project Silence
Project Silence – fińska grupa industrialowa założona w 2008 roku przez Delacroix. 

## Dyskografia
Albumy
- 424 (2012)
- Slave To The Machine (2016)
- Infinity (2018)